# Bassaris
Els bassaris (també Ayan, Basar, Basari, Bassari, Bassari, Biyan, Onian, Wo) són un poble d'Àfrica Occidental que habita principalment als altiplans del Senegal oriental i al nord de la Guinea. Juntament amb els bediks, els konyaguis i els badiarankés formen part del grup lingüístic de les llengües tenda.

## Territori
El país bassari és una regió de turons en la frontera entre el Senegal i la Guinea, a una zona situada a l'Est de Youkounkoun, a l'Oest de Kédougou i al Sud del riu Gàmbia. Pel costat senegalès el seu territori està gairebé totalment inclòs en el Parc Nacional del Niokolo-Koba. Pel costat guineà alguns llogarets només són accessibles a peu o en dues rodes. Aquest isolament explica en bona part el manteniment de les tradicions populars. A Guinea Bissau viuen en un territori situat en la seva major part a la regió de Gabú, entre Paunca i Bafatá.

## Història
Segons les investigacions dels científics, els bassari eren emparentats amb els pobles bantus d'Àfrica central i Sud. Per afirmar això es van basar en les similituds físiques, i les similituds culturals, com ara adorns o pentinats.
Es creu que en el moment de l'Imperi de Ghana i del Mali haurien migrat des del Golf de Guinea i Àfrica Central, que són els punts de partida l'expansió bantu, per instal·lar-se a les altures de la sud-oest del Senegal i Fouta-Djalon, on vivien a les muntanyes més altes. Una narrativa històrica parla d'ells en el moment en què Soumaoro Kanté va lluitar contra Sundiata Keita. S'ha dit que eren partidaris del primer. A l'època en què Koli Tenguella va ascendir el Fouta-Toro per conquistar-la alguns bassaris el va seguir amb altres individus pertanyents a diversos grups ètnics que havien engrossit el seu exèrcit. Molt pocs bassaris es van instal·lar a Futa Toro i s'han fos entre la població. No s'han integrat en la gran casta de soldats Koli, els Sebbe Kolyaabe.

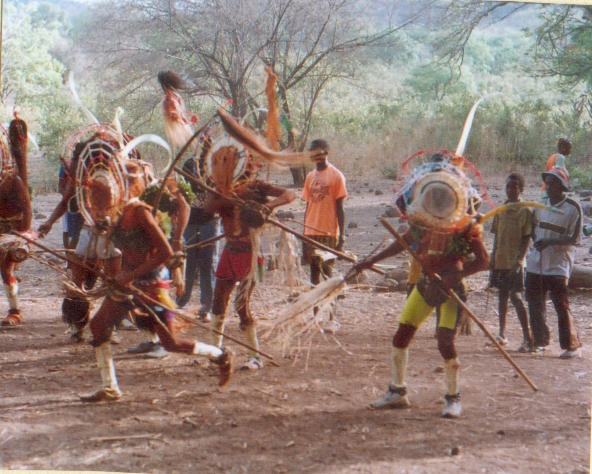
Màscares lukuta en el combat ritual entre joves adolescents bassaris

A diferència d'altres pobles d'Àfrica Occidental, els bassaris van resistir les batudes esclavistes i la islamització. Aquest grup ètnic practica majoritàriament la religió tradicional i es va refugiar en els contraforts de la Fouta-Djalon per escapar de l'assetjament secular dels musulmans fulbe. Els bassaris sempre han estat més o menys protegits de la gihad fulbe gràcies al seu aïllament i el fet que viuen en una zona alta. Tot i això, alguns foren convertits a l'islam pels caps fulbe Alpha Yaya Molo i Thierno Timbo. Altres s'han convertit al cristianisme amb els missioners europeus en el s.XX.

## Cultura
La transició d'un grup d'edat a un altre es realitza a través de ritus d'iniciació fent un gran crida als geniss. per s ritus d'iniciació els bassaris es transformen de "Lokouta". Per a ells, aquests éssers ("Lokouta"), amb el cap fet d'un disc de ràfia i cobert de fang ocre, no són pas homes, sinó l'encarnació visible dels esperits benefactors que habiten a les coves. Les "Lokouta" fan batalles rituals contra els adolescents i els tiren cap avall. L'adolescent derrotat anuncia l'entrada en l'edat adulta. Els iniciats es refugien en els boscos prop de la cova sagrada. Allà, el "camaleó pare", un antic guardià del costum, els revela els primers rudiments de la història secreta dels bassaris i perpetuant el cicle d'iniciació, farà de cada adolescent un home realitzat, digne "fill de camaleó ", el seu tòtem.
El bassaris es pentinen tradicionalment de la mateixa manera: els homes i les dones s'afaiten els costats del crani i es deixen els cabells llargs a la meitat del crani, que pentinen en cimera. Les dones també havien recórrer a trenar els cabells, amb models de vegades molt complicats. Els joves sovint s'han trenat el cabell.
La societat bassari està organitzada en classes d'edat, cadascuna té definides les funcions i prerrogatives en funció de les circumstàncies (festes, aliments, tasques agrícoles ...).